# Casar de Cáceres
Casar de Cáceres es un pueblo y municipio español de la provincia de Cáceres, en la comunidad autónoma de Extremadura. Con 4469 habitantes en 2019, es el segundo municipio más poblado de la Mancomunidad Tajo-Salor. En el municipio hay dos núcleos de población: Casar de Cáceres y La Perala. La capital del municipio está situada a unos 10 kilómetros de la capital cacereña, en plena Vía de la Plata. 
Perteneció a la comunidad de villa y tierra de Cáceres durante el Antiguo Régimen y hasta la primera mitad del siglo XIX fue considerada como una pedanía de la entonces villa de Cáceres. Actualmente, la importancia de esta población se basa en su proximidad a la capital provincial, de cuya área urbana forma parte. El extenso municipio de Cáceres divide al de Casar en dos partes.

## Símbolos
El escudo y la bandera del Casar fueron aprobados mediante la "Orden de 16 de febrero de 1994, por la que se aprueba el Escudo Heráldico y
Bandera Municipal, para el Ayuntamiento de Casar de Cáceres", publicada en el Diario Oficial de Extremadura el 26 de febrero de 1994 y aprobada por el consejero de la Presidencia y Trabajo Joaquín Cuello, luego de haber aprobado el expediente el pleno municipal el 19 de enero de 1994 y haber emitido informe el Consejo Asesor de Honores y Distinciones de la Junta de Extremadura el 21 de enero de 1994. El escudo se define oficialmente así:

Escudo medio, partido y cortado. Primero, de gules, un castillo de oro aclarado de azur. Segundo, un león de púrpura armado y lampasado de gules. Tercero, un casar de su color natural sostenido por una terrasa cortada de plata y de sinople. Al timbre, Corona Real cerrada.

La bandera se define así:

Bandera rectangular de proporciones 2/3, formada por paño rojo, cargado con una franja blanca, de anchura 1/6 de la del batiente, cuyo borde superior dista a 1/4 del borde inferior de la bandera. Sobre el cuarto superior del asta, el Escudo Heráldico municipal.

## Geografía
Integrado en la comarca de Tajo-Salor, se sitúa a 10 kilómetros de la capital provincial. El término municipal está atravesado por la Autovía Ruta de la Plata (A-66) y por la carretera N-630, entre los pK 534 y 544, además de por carreteras locales que permiten la comunicación con Arroyo de la Luz y Cáceres. 
El término municipal de Casar de Cáceres está dividido en dos partes. La parte septentrional limita con Arroyo de la Luz y Navas del Madroño al oeste, Garrovillas de Alconétar al norte y Cáceres al noreste, este y sur. La parte meridional limita con Cáceres al norte y este, Arroyo de la Luz al oeste y Malpartida de Cáceres al sur.
| Noroeste: Navas del Madroño | Norte: Garrovillas de Alconétar | Nordeste: Cáceres |
| Oeste: Arroyo de la Luz     |                                 | Este: Cáceres     |
| Suroeste: Cáceres           | Sur: Cáceres                    | Sureste: Cáceres  |

El relieve del municipio está definido por un terreno predominantemente llano. Unos pequeños arroyos que discurren de sur a norte acumulan sus aguas en el embalse de Casar de Cáceres, que desagua por el arroyo de Villaluengo, tributario a su vez del embalse de Alcántara. La altitud oscila entre los 465 metros (Cerro Mazarronal), al noroeste, y los 350 metros, a orillas del arroyo de Villaluengo. El pueblo se alza a 363 metros sobre el nivel del mar. 

## Historia
Aunque se desconoce el origen del pueblo, se sabe que el lugar estuvo poblado desde época antigua, pues se han encontrado en los alrededores un castro de la Edad de Bronce, una estela funeraria prerromana y tumbas antropomorfas, entre otros restos. De la época romana destaca la construcción de la Vía de la Plata.
En 1291, Sancho IV de Castilla concedió a Casar un privilegio para cultivar la tierra, conservándose en el archivo municipal la ratificación de Carlos IV. El Casar perteneció a la Tierra de Cáceres.
A la caída del Antiguo Régimen la localidad se constituyó en municipio constitucional en la región de Extremadura, quedando integrado desde 1834 en el partido judicial de Cáceres.

## Demografía
Casar de Cáceres cuenta con una población de 4477 habitantes (INE 2024).
| Gráfica de evolución demográfica de Casar de Cáceres entre 1842 y 2021                                              |
| |
| Población de derecho según los censos de población del INE Población de hecho según los censos de población del INE |

Esta tabla muestra la evolución de la población de Casar de Cáceres antes de los censos oficiales del INE:
| Año            | 1552 | 1572 | 1579 | 1587 | 1590 | 1591 | 1612 | 1639 | 1646 | 1666 | 1709 | 1714 | 1717 | 1756 | 1759 | 1771 | 1787 | 1791 | 1794 | 1813 | 1814 | 1830 |
| -------------- | ---- | ---- | ---- | ---- | ---- | ---- | ---- | ---- | ---- | ---- | ---- | ---- | ---- | ---- | ---- | ---- | ---- | ---- | ---- | ---- | ---- | ---- |
| N.º Habitantes | 788  | 800  | 831  | 900  | 1000 | 890  | 800  | 713  | 646  | 355  | 536  | 405  | 405  | 872  | 931  | 901  | 3636 | 1200 | 1100 | 1034 | 3458 | 1100 |

## Administración y política
| Periodo   | Nombre                | Partido |
| --------- | --------------------- | ------- |
| 1979-1983 | José Cortés           | PSOE    |
| 1983-1987 | José Cortés           | PSOE    |
| 1987-1991 | José Cortés           | PSOE    |
| 1991-1995 | Juan Andrés Tovar     | PSOE    |
| 1995-1999 | Juan Andrés Tovar     | PSOE    |
| 1999-2003 | Juan Andrés Tovar     | PSOE    |
| 2003-2007 | Juan Andrés Tovar     | PSOE    |
| 2007-2011 | Florencio Rincón      | PSOE    |
| 2011-2015 | Florencio Rincón      | PSOE    |
| 2015-2019 | Rafael Pacheco        | PSOE    |
| 2019-2023 | Rafael Pacheco        | PSOE    |
| 2023-act. | Marta Jordán Ordiales | PP      |

## Economía
La población tiene su principal ocupación en la industria y la construcción siendo estos los sectores más dinámicos después del sector servicio que representa casi un 50% de la actividad desarrollada en el municipio. El sector primario tiene cada vez menos peso en la población.

## Servicios

### Educación
El pueblo cuenta con un IESO, el IESO Vía de la Plata. El IESO fue fundado en 2002 a partir de la sección de secundaria del IES Profesor Hernández Pacheco de Cáceres creada en Casar en 1996.
Además del instituto, en Casar hay un colegio público de infantil y primaria, el CP León Leal Ramos. También está el centro de educación infantil "Zarapico".[cita requerida]

### Sanidad
Casar de Cáceres es la capital de una zona de salud dentro del área de salud de la capital provincial. Debido a ello, el pueblo tiene un centro de salud en la calle Barrionuevo. En la zona de salud de Casar de Cáceres se incluyen las localidades vecinas de Cañaveral, Casas de Millán y Grimaldo. El punto de atención continuada de Casar es de horario limitado, por lo que para las urgencias nocturnas hay que ir al hospital Nuestra Señora de la Montaña de Cáceres o al punto de atención continuada de Cañaveral. En cuanto a los centros sanitarios privados, en 2013 había en el municipio un centro de fisioterapia, una clínica podológica, tres clínicas dentales, un servicio sanitario para centro de mayores y una óptica. En el municipio hay dos farmacias, que coordinan sus turnos de guardia con las de Casas de Millán y Cañaveral.

### Transporte
Carreteras

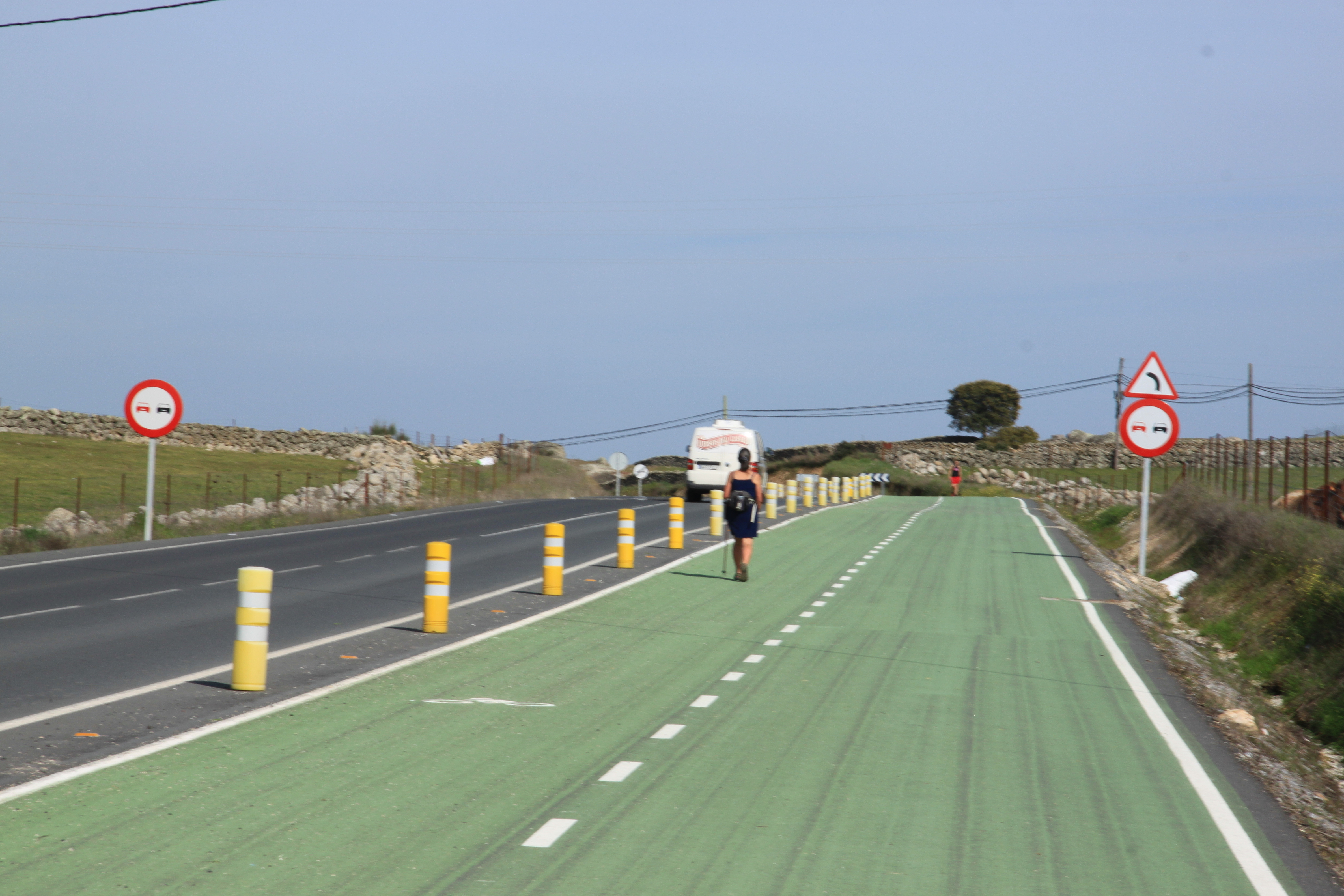
Carril bici en la carretera CC-321

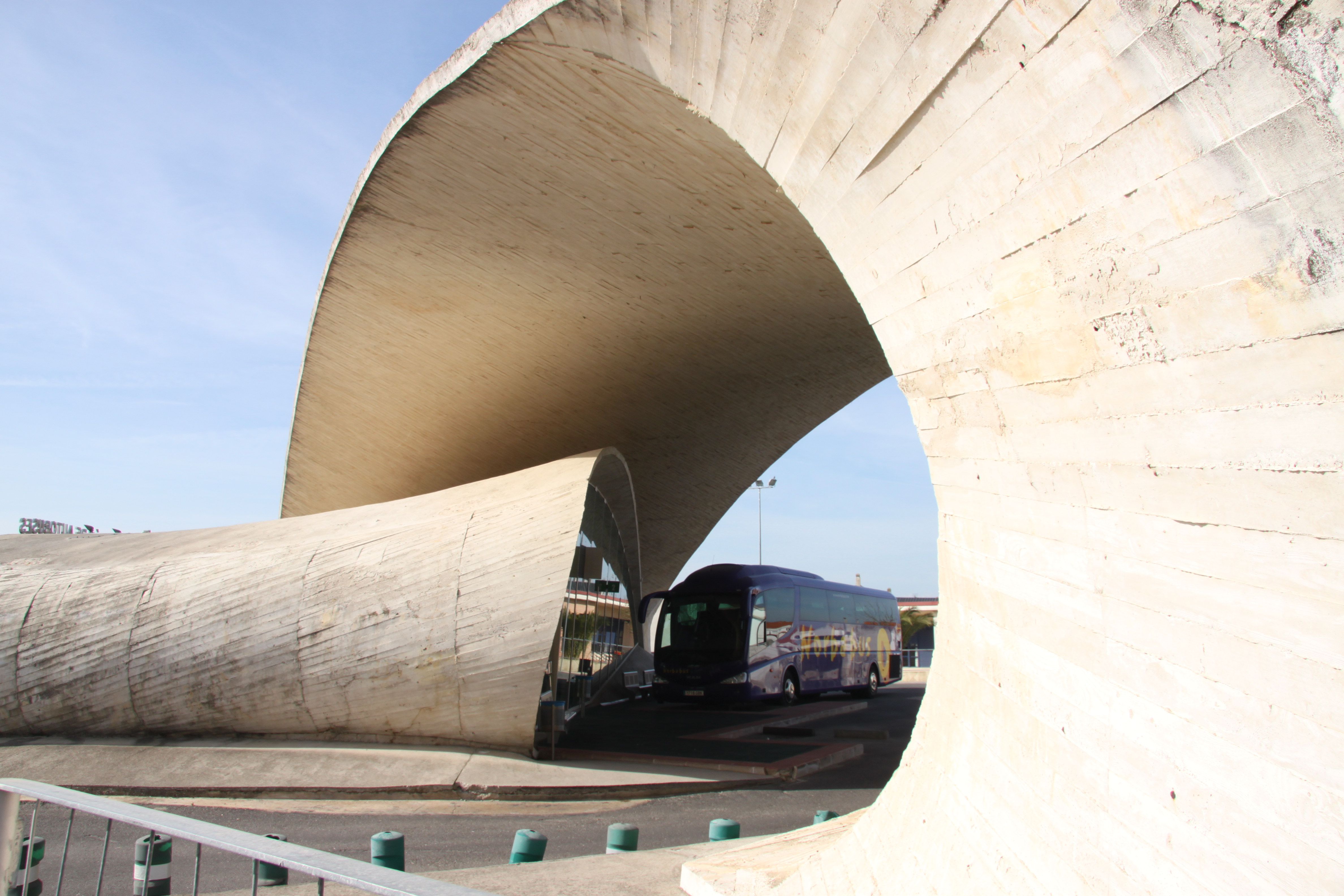
Estación de autobuses

La principal carretera del municipio es la autovía A-66, que pasa al este del pueblo uniendo Plasencia y los Cuatro Lugares al norte con la vecina capital provincial al sur. Su vía secundaria, la N-630, pasa al oeste del pueblo paralela a la autovía, siendo dicha carretera el camino más rápido para ir a Garrovillas de Alconétar. Junto a estas hay carreteras provinciales como la CC-324 que lleva a Cáceres por el barrio de la plaza de toros, la CC-322, que une Casar de Cáceres con la N-630 por el noroeste, la CC-321 que va a Arroyo de la Luz y la CC-323 que lleva a Monroy y Torrejón el Rubio por la EX-390.
Ferrocarril
Aunque Casar de Cáceres no cuenta con estación de ferrocarril en funcionamiento, por su término municipal pasan las líneas que unen a Cáceres con Plasencia y con Valencia de Alcántara, la primera al lado del pueblo junto a la N-630 y la segunda en el extremo sur del término. Además, Casar cuenta con un apeadero en la vecina urbanización de La Perala, al noroeste de la localidad.
Autobús
Por su parte, la estación de autobuses es una obra realizada por el arquitecto Justo Gracia. El edificio fue homenajeado con un sello conmemorativo en 2006.
De lunes a viernes hay una línea regular por la mañana y por la tarde con viajes de ida y vuelta cada hora a Cáceres. También hay dos autobuses a Cáceres los sábados por la mañana.
La línea la presta la empresa Norbabus, (Autocares Hermanos Fernández Palomino, S.L.), con la concesión: JEV-012. (Cáceres - Casar de Cáceres) y realiza una serie de paradas en Casar de Cáceres:
| Parada                | Localización                     |
| --------------------- | -------------------------------- |
| Piscina               | Paseo de Extremadura - Piscina   |
| Estación de autobuses | Estación de autobuses            |
| Charca                | Paseo de los Pescadores          |
| La Soledad - Centro   | Carretera ' CC-321 ' kilómetro 0 |

## Cultura

### Patrimonio

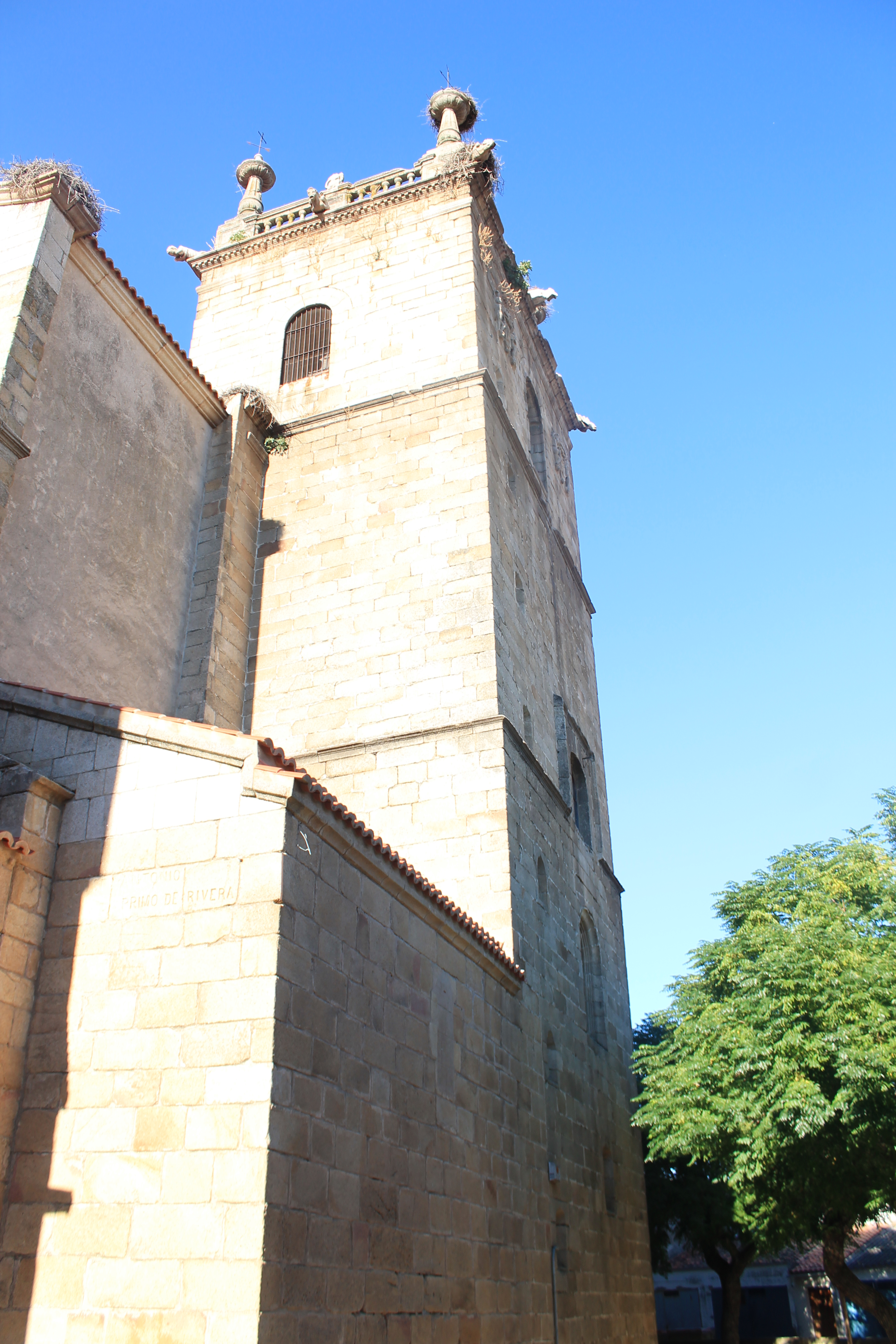
Campanario de la iglesia de la Asunción

El principal monumento del municipio es la iglesia parroquial de Nuestra Señora de la Asunción. Es un gran templo construido en mampostería y sillería granítica entre los siglos XV y XVII. Uno de los principales arquitectos que intervino en la obra fue Pedro de Ibarra. Destaca en el trazado urbano del casco antiguo por estar casi completamente rodeada por un sencillo atrio, al que se accede a través de los dos arcos laterales de un pórtico ubicado en el imafronte, dentro del cual se ubica la portada del edificio. En 1991 fue declarada Bien de Interés Cultural.
En el casco antiguo existen cuatro ermitas, una en cada uno de los puntos cardinales, dedicadas a Santiago, San Bartolomé, los Mártires (actualmente convertida en capilla del cementerio) y la Soledad. En terrenos rústicos del término municipal se ubican las ermitas de la Encarnación y la Virgen del Prado, destacando esta última por albergar a la patrona de municipio. El santuario de San Benito y San Blas y las ermitas de San Jerónimo y San Francisco forman parte del patrimonio cultural inmaterial casareño por su proximidad a la localidad, pero pertenecen al vecino término municipal de Cáceres. Todos estos templos se fueron construyendo poco a poco entre los siglos XV y XIX como muestra de devoción de los católicos casareños. La arquitectura de todas ellas responde a los modelos populares, aunque muy modificadas por reformas posteriores que en buena parte las han desvirtuado.
Cuenta con parajes como la dehesa boyal, la zona del monte, la charca, donde puede contemplarse las aves de la zona como la cigüeña blanca o la abubilla. En el paraje conocido como la Jara se encuentran unas tumbas prehistóricas de cierto interés.

### Entidades culturales
Museo del Queso El Museo se ubica en una casa típica casareña, rehabilitada pero respetando su forma tradicional, cuya descripción coincide con la de Pascual Madoz (1847). De esta manera en un espacio tradicional se muestra la sabiduría de la fabricación de un producto distintivo de Casar, el queso, la torta. Con las distintas cartelas y objetos se presenta la historia y el proceso de elaboración de un rasgo de identidad de la población casareña: la Torta del Casar, a la vez que se muestra la memoria de los trabajos domésticos tradicionales en su vida cotidiana. Este museo pertenece a la red de Museos de Identidad de Extremadura.
Biblioteca Municipal Dulce Chacón
La Biblioteca Municipal “Dulce Chacón”, es de gestión pública, dependiente de la Concejalía de Cultura y de la Universidad Popular “Helénides de Salamina”. El edificio se ubica en la calle Saturnino Martín Moreno, frente al IES “Vía de la Plata”. En la actualidad, se encuentra integrada en la Red de Bibliotecas de Extremadura y presta los servicios propios de una biblioteca pública acorde al artículo 13 de la Ley 10/2007, de 22 de junio, de la lectura, del libro y de las bibliotecas. Entre estos servicios destacan: 
- Préstamo de todos los materiales pertenecientes al fondo bibliográfico de la biblioteca
- Préstamo en red con el resto de bibliotecas que integran la Red de Bibliotecas de Extremadura. Integran la Red, "453 centros bibliotecarios, incluidas la Biblioteca de Extremadura, como cabecera funcional y técnica del Sistema Bibliotecario, y las Bibliotecas Públicas del Estado de Badajoz, Cáceres y Mérida, además de 208 bibliotecas y 241 agencias de lectura municipales repartidas por toda la región. Extremadura cuenta con una de las Redes de Bibliotecas Públicas más extensas de nuestro país".[32]
- Formación y orientación para el uso de la biblioteca
- Satisfacción de las necesidades informativas de los ciudadanos
- Acceso a la información digital a través de Internet o las redes análogas que se pueden desarrollar, así como la formación para su mejor manejo.

En la biblioteca se organizan diversas actividades cuyo fin es el fomento de la lectura, como base del desarrollo integral de las personas, entre las que destacan: club de lectura, animación a la lectura infantil, taller de escritura creativa, etc. En el año 2021 resultó beneficiará, gracias a su proyecto "Lectura con compromiso", de uno de los premios pertenecientes al Concurso de proyectos de animación a la lectura María Moliner para municipios de menos de 50.000 habitantes.
La biblioteca posee un catálogo conectado al Catálogo Colectivo de la Red de Bibliotecas de Extremadura.

### Festividades
En Casar de Cáceres se celebran las siguientes fiestas locales:
- Ronda de Ánimas, Ronda de Reyes o Ánimas Benditas, los primeros seis días de enero;
- San Blas, el 3 de febrero;
- Carnavales;
- Semana Santa;
- Romería de las Cruces, el Lunes de Pascua;
- Romería de San Benito, el domingo siguiente;
- Fiesta de la Tenca, último fin de semana de agosto en toda la Mancomunidad Tajo-Salor;
- Fiestas del Ramo, el primer domingo de septiembre;
- Romería de la Virgen del Prado, el último domingo de septiembre;
- Carbote, la noche del 31 de octubre al 1 de noviembre.

### Gastronomía

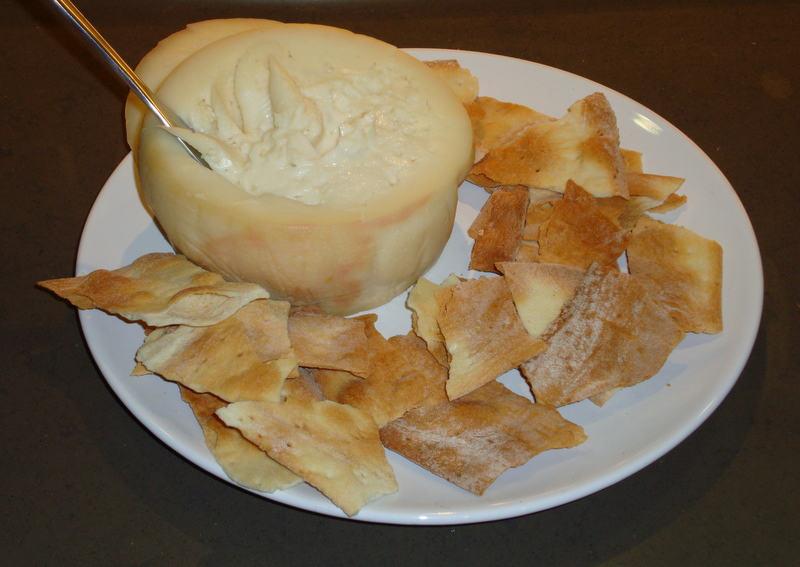
Torta del Casar

La gastronomía casareña es amplia y variada, aunque también podríamos decir que tiene tres importantes pilares: la afamada Torta del Casar, la tenca y la repostería.
El escabeche de tencas, las sencillas tencas fritas, el típico buche con berzas, el frite, el escabeche de Semana Santa, los pies de cerdos guisados, la morcilla, los callos casareños y la chanfaina. En dulces cuenta con las rosquillas de alfajor, los roscos blancos, los de vino, las bolluelas, las mantecadas, las perrunillas y la torta borracha.

### Medios de comunicación
Prensa escrita
El periódico regional Hoy cuenta con una edición local en este pueblo.
Radio
En el pueblo hay una emisora de Radio Marca, que emite en el 90.4 FM.
Televisión
El municipio recibe la señal de la TDT de los repetidores de televisión de Montánchez. Pertenece a la demarcación de televisión local de la capital provincial.

### Deporte
El municipio cuenta con un equipo de fútbol sala que desde el año 2014 juega en tercera división, el AD Casar de Cáceres. Otros clubes son la asociación de aeróbic, la Asociación Multiaventura El Mosquetón, el club de karate, la asociación de BTT, el club de atletismo, el club de baloncesto, Club Deportivo La Casareña y la Agrupación Deportiva dedicada a la práctica del motocross, MX Casar.